# 东方蒿
东方蒿（学名：Artemisia orientali-hengduangensis）是菊科蒿属的植物，为中国的特有植物。分布在缅甸以及中国大陆的云南、四川等地，生长于海拔2,300米至3,200米的地区，多生于路旁、山坡及草丛等处，目前尚未由人工引种栽培。

## 别名
白蒿（云南）